# Kraj południowoczeski
Kraj południowoczeski (cz. Jihočeský kraj, do 30 maja 2001 r. kraj budziejowicki) – jednostka administracyjna Czech. Leży w południowej części krainy Czechy. Stolicą kraju są Czeskie Budziejowice.

## Powiaty kraju południowoczeskiego
- Powiat Czeskie Budziejowice
- Powiat Český Krumlov
- Powiat Jindřichův Hradec
- Powiat Písek
- Powiat Prachatice
- Powiat Strakonice
- Powiat Tabor

## Miasta kraju południowoczeskiego
- Blatná
- Písek
- Milevsko
- Tabor
- Soběslav
- Jindřichův Hradec
- Dačice
- Trzeboń
- Trhové Sviny
- Kaplice
- Český Krumlov
- Prachatice
- Vimperk
- Strakonice
- Vodňany
- Czeskie Budziejowice
- Týn nad Vltavou